# 结节心蛤
结节心蛤（学名：Megacardita nodulosa）是算盘蛤科的一种舊屬算盘蛤属，今屬簾心蛤属。

## 分佈
主要分布于中国大陆，常栖息在软泥底质。